# 59th Ordnance Brigade

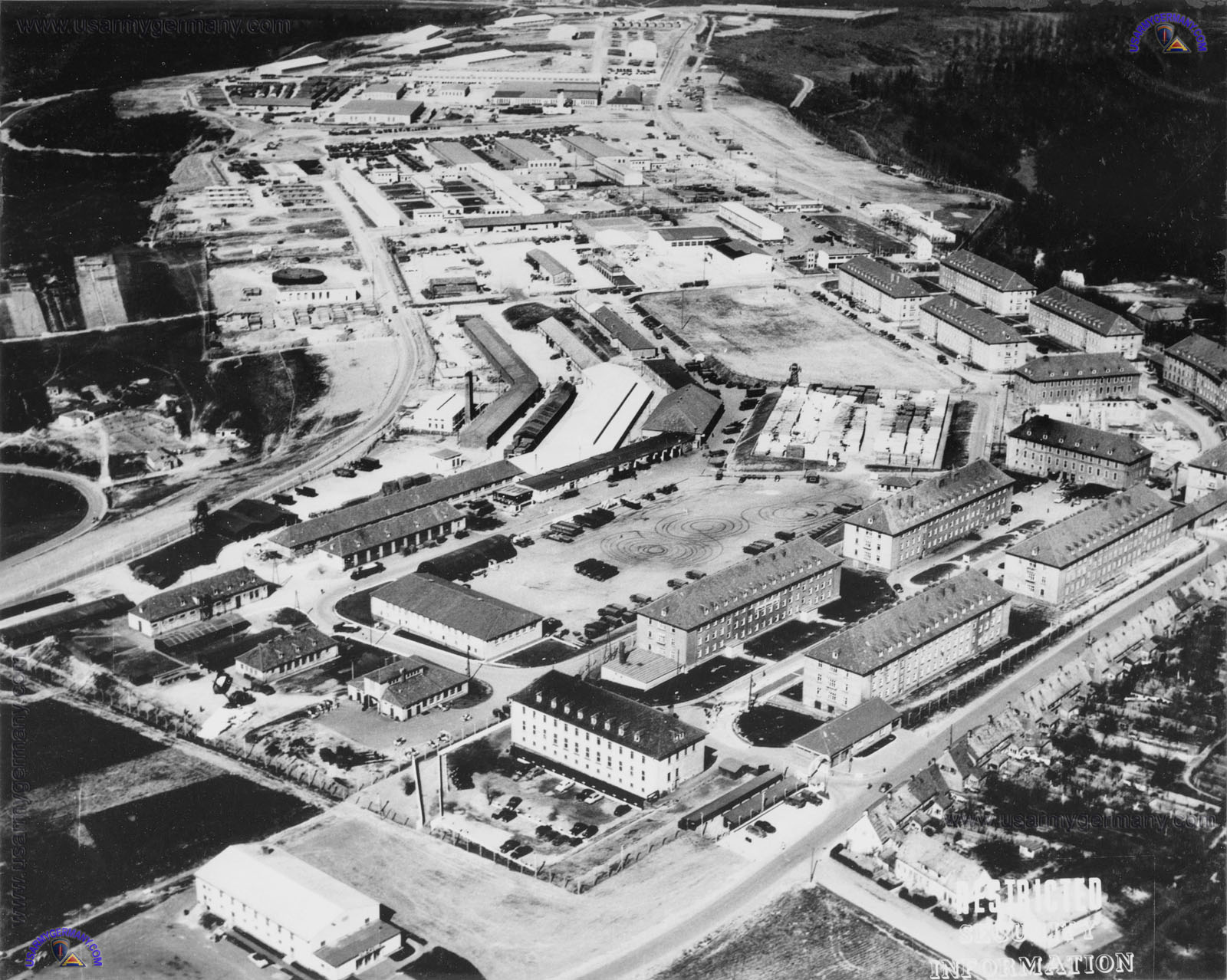
Husterhöh-Kaserne in Pirmasens, 1953

Die 59th Ordnance Brigade war ein Verband der US Army. Die Brigade mit dem Hauptquartier in der Husterhöh-Kaserne in Pirmasens umfasste über 6500 Soldaten. Sie war zuständig für Sondermunitionslager, in denen Kernwaffen lagerten, die die verbündeten NATO-Partner im Rahmen der nuklearen Teilhabe einsetzen konnten.

## Geschichte

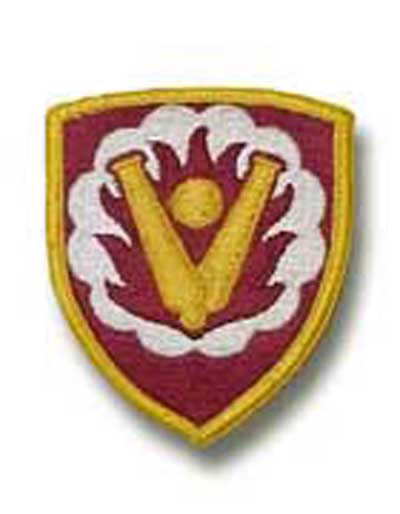
Ärmelabzeichen der 59th Ordnance Brigade

Das 71st Ordnance Battalion wurde 1955 in der Bundesrepublik Deutschland aktiviert. 1959 wurde aus dem Battalion das Advanced Weapons Support Command (AWSCOM) gebildet. Am 24. März 1962 wurde es in 59th Ordnance Brigade umbenannt.
Im Oktober 1972 wurden das Special Ammunition Support Command (SASCOM) und einige Einheiten mit übernommen. Die Brigade trug daraufhin auch den Zusatz SASCOM. Die Befehle für eventuelle Nuklearwaffeneinsätze wurden auf zwei verschiedenen Fernmeldenetzen übermittelt, abhängig davon, ob es sich um NATO- (SACEUR) oder US- (CINCEUR) Atomwaffen handelte. Das NATO-Hochfrequenznetz trug den Namen „Last Talk“. CINCEUR konnte „Emergency Action Messages“ an die Nuklearwaffenlager, die Custodial Detachments (die wiederum den jeweiligen nationalen Befehlshabern die Freigabe erteilten) oder an die US-Truppenteile mit atomaren Waffen übermitteln. Hierfür stand CINCEUR das Hochfrequenz-Fernmeldenetz „Regency Net“ mit der Zentrale in Pirmasens zur Verfügung. Ständig überprüfte Weitverbindungen über halb Europa von Flensburg an der Ostsee bis Erzurum in Ostanatolien gewährten die unverzügliche Weiterleitung der Befehle und Meldungen. Die Verbindung über die Alpen nach Südeuropa erfolgte ausgehend von SHAPE von Flobecq (BE) über Landstuhl (KriegsHQ Maßweiler für USAREUR, Kindsbach für USAFE) und den Feldberg im Schwarzwald nach Dosso di Galli am Gardasee (IT) (KriegsHQ West Star für Südeuropa).
Im Juni 1992 wurde die Brigade deaktiviert, nachdem sie ihre Aufgaben erfüllt hatte, einen großen Teil der Atomwaffen aus Europa wegzubringen.
Sie wurde 1994 am Stützpunkt Redstone Arsenal, Alabama, reaktiviert.

## Übersicht
Mit Stand 1. Juni 1976 waren die Einheiten der Brigade an folgenden Standorten in der Bundesrepublik Deutschland (mit den hier stationierten Streitkräften Belgiens, der Niederlande, Kanadas und von 1960 bis 1966 auch Frankreichs), den Niederlanden, Italien, Griechenland und der Türkei (wobei die Einheiten in den drei letzteren Staaten truppendienstlich der Southeastern European Task Force in Vicenza unterstanden, während Pirmasens die Fachaufsicht führte) untergebracht:
| Einheit                                                               | Ort            | Unterbringung     | Bemerkung                                                                                    |
| --------------------------------------------------------------------- | -------------- | ----------------- | -------------------------------------------------------------------------------------------- |
| Headquarters and Headquarters Company, 59th Ordnance Ammunition Group | Pirmasens      | Husterhöh-Kaserne |                                                                                              |
| US Army Privatization of Army Lodging Detachment                      | Pirmasens      | Husterhöh-Kaserne |                                                                                              |
| 563rd Ordnance Company (Maintenance) (General Supply)                 | Wiesbaden      | Camp Pieri        | Verantwortlich für Chaparral/Vulcan Versorgung, seit 1971 auch für Redeye der Berlin Brigade |
| 579th Ordnance Company (General Maintenance)                          | Neu-Ulm        | Nelson Barracks   | Verantwortlich für Pershing II                                                               |
| 165th Sig Company                                                     | Pirmasens      | Husterhöh-Kaserne |                                                                                              |
| 41st Ordnance Company (Ammunition Convl)                              | Kaiserslautern | Pulaski Barracks  | Unterhielt die Depots in Weilerbach und Fischbach [Pershing, Improved Hawk, Nike Hercules]   |

| Einheit                                               | Ort                       | Unterbringung               | Bemerkung                                                      |
| ----------------------------------------------------- | ------------------------- | --------------------------- | -------------------------------------------------------------- |
| 72nd Ordnance Battalion (Ammunition)                  |                           |                             |                                                                |
| HHD, 72nd Ordnance Battalion                          | Miesau                    | Army Depot Miesau           |                                                                |
| 4th Ordnance Company (GM Maintenance)                 | Miesau                    | Army Depot Miesau           | Verantwortlich für Nike Hercules und Improved Hawk             |
| 9th Ordnance Company (Special Ammunition) (Dep Spt)   | Miesau                    | Army Depot Miesau           |                                                                |
| 164th Military Police Company (Physical Security)     | Miesau                    | Ammunition Depot Miesau     |                                                                |
| 619th Ordnance Company (Special Ammunition) (Dep Spt) | Kriegsfeld                | Ammunition Depot Kriegsfeld |                                                                |
| 558th Military Police Company (Physical Security)     | Kriegsfeld                | Ammunition Depot Kriegsfeld |                                                                |
| 197th Ordnance Battalion (Ammunition)                 |                           |                             |                                                                |
| HHD, 197th Ordnance Battalion                         | Münchweiler an der Rodalb | Münchweiler Army Hospital   | Gefechtsköpfe für VII (US) Corps, 32d AADCOM                   |
| HHD, 84th Ordnance Battalion                          | Münster (Hessen)          | Münster Ammo Depot          | Gefechtsköpfe für V (US) Corps                                 |
| 64th Ordnance Company (Special Ammunition) (Dep Spt)  | Fischbach                 | Fischbach Kaserne           |                                                                |
| 165th Military Police Company (Physical Security)     | Fischbach                 | Fischbach Kaserne           |                                                                |
| 525th Ordnance Company (Special Ammunition) (Dep Spt) | Siegelsbach               | Ordnance Area               | Gefechtsköpfe für Mittelstreckenraketen Pershing (US-Bestände) |
| 556th Military Police Company (Physical Security)     | Siegelsbach               | Ordnance Area               |                                                                |

| Einheit                                                       | Ort                                                      | Unterbringung                                                             | Bemerkung |
| ------------------------------------------------------------- | -------------------------------------------------------- | ------------------------------------------------------------------------- | --- |
| 5th US Army Artillery Group (WH SPT)                          |                                                          |                                                                           | |
| HHD, 5th US Army Artillery Group                              | Büren                                                    | Stöckerbusch-Kaserne / Caserne Cortemarck Kazerne                         | Sondermunitionslager Büren, Nukleare Verwahrung für alle 38 BE-, GE- und NL-Nike-Stellungen |
| 27th Ordnance Company (Special Ammunition) (GS)               | Büren                                                    | Stöckerbusch-Kaserne / Caserne Cortemarck Kazerne                         | Kaserne unter BE Host-Nation Funktion |
| 35th US Army Artillery Detachment (Air Defense) (MSL WH SPT)  | Hohenkirchen                                             | Wangerland-Kaserne                                                        | Nukleare Verwahrung für FlaRakBtl 26 (GE-Nike) |
| 42nd US Army Artillery Detachment (Air Defense) (MSL WH SPT)  | Barnstorf                                                | Hülsmeyer-Kaserne                                                         | Nukleare Verwahrung für FlaRakBtl 25 (GE-Nike) |
| 43rd US Army Artillery Detachment (Air Defense) (MSL WH SPT)  | Drove (Düren)                                            | Camp Bodart Kamp                                                          | Nukleare Verwahrung für 13e Wing (BE-Nike) |
| 51st US Army Artillery Detachment (Air Defense) (MSL WH SPT)  | Delmenhorst (Adelheide)                                  | Feldwebel-Lilienthal-Kaserne                                              | Nukleare Verwahrung für FlaRakBtl 24 (GE-Nike) |
| 52nd US Army Artillery Detachment (Air Defense) (MSL WH SPT)  | Burbach (Siegerland)                                     | Siegerland-Kaserne                                                        | Nukleare Verwahrung für FlaRakBtl 22 (GE-Nike) |
| 66th US Army Artillery Detachment (Air Defense) (MSL WH SPT)  | Büecke (Soest)                                           | Herzog-Johann-von-Cleve-Kaserne                                           | Nukleare Verwahrung für FlaRakBtl 21 (GE-Nike) |
| 501st US Army Artillery Detachment (Air Defense) (MSL WH SPT) | Kilianstädten                                            | Nidder-Kaserne                                                            | Nukleare Verwahrung für FlaRakBtl 23 (GE-Nike) |
| 507th US Army Artillery Detachment (Air Defense) (MSL WH SPT) | Hinsbeck                                                 | Camp Hinsbeck Kamp                                                        | Nukleare Verwahrung für 9e Wing (BE-Nike) |
| 508th US Army Artillery Detachment (Air Defense) (MSL WH SPT) | Münster-Handorf                                          |                                                                           | Nukleare Verwahrung für 1 Groep Geleide Wapen (NL-Nike) |
| 509th US Army Artillery Detachment (Air Defense) (MSL WH SPT) | Vörden                                                   |                                                                           | Nukleare Verwahrung für 12 Groep Geleide Wapen (NL-Nike) |
| 294th US Army Artillery Group (WH SPT)                        |                                                          |                                                                           | |
| HHD, 294th US Army Artillery Group                            | Flensburg                                                | Briesen-Kaserne                                                           | Nukleare Verwahrung für LANDJUT / RakArtBtl 650 |
| 99th Ordnance Detachment (WH SPT)                             | Flensburg                                                | Briesen-Kaserne                                                           | Sondermunitionslager Meyn, NachschubKp Sonderwaffen 611, 4./RakArtBtl 650 |
| 13th US Army Field Artillery Detachment (MSL WH SPT) (HJ)     | Kellinghusen                                             | Liliencron-Kaserne                                                        | Sondermunitionslager Kellinghusen, Nukleare Verwahrung für Begleitbatterie 6/6. PzGrenDiv |
| 51st US Army Field Artillery Detachment                       | Itzehoe                                                  | Freiherr-von-Fritsch-Kaserne                                              | Nukleare Verwahrung für RakArtBtl 650 1960–1963, Verlegung als 51st USAAD nach Adelheide (5th USAAG) |
| 75th US Army Field Artillery Detachment (MSL WH SPT) (HJ)     | Flensburg                                                | Briesen-Kaserne                                                           | Nukleare Verwahrung für Raketenartilleriebataillon 650 |
| 512th US Army Artillery Group (WH SPT)                        |                                                          |                                                                           | |
| HHD, 512th US Army Artillery Group                            | Günzburg                                                 | Prinz-Eugen-Kaserne                                                       | Nukleare Verwahrung für II. (GE) Korps (CENTAG) und 4ATAF |
| 510th Ordnance Company (Special Ammunition) (GS)              | Günzburg                                                 | Prinz-Eugen-Kaserne                                                       | Sondermunitionslager Riedheim, NachschubBtl Sonderwaffen 220 |
| 2nd US Army Field Artillery Detachment (MSL WH SPT) (HJ)      | Pfullendorf                                              | Generaloberst-von-Fritsch-Kaserne                                         | Sondermunitionslager Mottschieß, Nukleare Verwahrung für Begleitbatterie 10/10. PzDiv |
| 24th US Army Field Artillery Detachment (MSL WH SPT) (HJ)     | Landsberg                                                | Ritter-von-Leeb-Kaserne                                                   | Sondermunitionslager Landsberg-Leeder, Nukleare Verwahrung für Gebirgsbegleitbatterie 8/1. GebDiv |
| 36th US Army Field Artillery Detachment (MSL WH SPT) (HJ)     | Hemau                                                    | General-von-Steuben-Kaserne                                               | Sondermunitionslager Hemau, Nukleare Verwahrung für Begleitbatterie 4/4. PzGrenDiv |
| 74th US Army Field Artillery Detachment (MSL WH SPT) (HJ)     | Lechfeld                                                 | Fliegerhorst Lechfeld                                                     | Nukleare Verwahrung für LwSicherungsStff/FKG 1 (Pershing I A) (4ATAF) |
| 84th US Army Field Artillery Detachment (MSL WH SPT) (HJ)     | Großengstingen                                           | Eberhard-Finckh-Kaserne                                                   | Sondermunitionslager Golf (Hohenstein), Nukleare Verwahrung für 5./RakArtBtl 250 |
| HHD, 514th US Army Artillery Group (USAAG)                    | Mönchengladbach-Rheindahlen                              | Joint Headquarters (JHQ)                                                  | Stabselement (Headquarters and Headquarters Detachment, HHD) bei NORTHAG. Das Stabselement des dem Special Ammunition Support Command (SASCOM) unterstellten Kommandos wurde in Deutschland am 1. Dezember 1961 aktiviert und im JHQ (Joint Headquarters of British Forces Germany, BFG) stationiert, Mission: Umsetzung des SASCOM Special Ammunition Support Program und Second Allied Tactical Air Force (2ATAF). SASCOM wurde am 20. Oktober 1972 mit der Fusion von SASCOM und AWSCOM (Advanced Weapons Support Command) deaktiviert. Das durch die Deaktivierung verfügbare Personal und die Räume wurden zur Einrichtung des 59th Ordnance Group Staff Element bei NORTHAG verwendet. Der Personalteil der NORTHAG wurde im April 1992 inaktiviert. |
| 196th Ordnance Battalion (Ord Bn)                             | Mönchengladbach-Rheindahlen und Mönchengladbach-Windberg | Joint Headquarters (JHQ) und Windberg Barracks                            | Unter 514th US Army Artillery Group (WH SPT), Zweibrücken. Windberg Barracks Complex an der Marienburger Straße (heute Städt. Altenheim Windberg), vor dem Umzug diente das Gebäude als britische Offiziersmesse zum Essen und Übernachten. |
| 528th US Army Artillery Group (WH SPT)                        |                                                          |                                                                           | |
| HHD, 528th US Army Artillery Group                            | Çakmaklı (TR)                                            | HQ complex                                                                | Unter SETAF. Nukleare Verwahrung für TR-Army und TR-Nike (AFSOUTH) |
| 70th Ordnance Company (Special Ammunition) (GS)               | Çakmaklı (TR)                                            | HQ complex                                                                | |
| 10th US Army Field Artillery Detachment (MSL WH SH)           | Çorlu (TR)                                               | Çorlu E Garrison                                                          | Nukleare Verwahrung für FlaRak-Stellung Ortaköy (TR-Nike) |
| 14th US Army Field Artillery Detachment (Whd S) (HJ)          | İzmit (TR)                                               | Koseköy Garrison                                                          | Nukleare Verwahrung für TR-Army (Honest John) |
| 21st US Army Field Artillery Detachment (MSL WH SH)           | Çorlu (TR)                                               | Çorlu E Garrison                                                          | Nukleare Verwahrung für FlaRak-Stellung Çorlu (TR-Nike) |
| 27th US Army Field Artillery Detachment (MSL WH SPT)          | Erzurum (TR)                                             |                                                                           | Nukleare Verwahrung für FlaRak-Stellung Erzurum (TR-Nike) |
| 548th US Army Artillery Group (WH SPT)                        |                                                          |                                                                           | |
| HHD, 548th US Army Artillery Group                            | Heidelberg                                               | Campbell Barracks                                                         | Stabselement bei CENTAG |
| 552nd US Army Artillery Group (WH SPT)                        |                                                          | Zentrales Sondermunitionslager (SACEUR) in Lahn                           | |
| HHD, 552nd US Army Artillery Group                            | Sögel                                                    | Mühlenberg-Kaserne                                                        | Nukleare Verwahrung für I. (GE) Korps, I. (NL) Corps (NORTHAG) |
| 162nd Ordnance Company (Special Ammunition) (GS)              | Sögel                                                    | Mühlenberg-Kaserne                                                        | Sondermunitionslager Lahn, NachschubBtl Sonderwaffen 120, Werlte |
| 1st US Army Field Artillery Detachment (MSL WH SPT) (HJ)      | Wesel                                                    | Schill-Kaserne                                                            | Sondermunitionslager Wesel-Diersfordt, Nukleare Verwahrung für 4./Raketenartilleriebataillon 150 |
| 5th US Army Field Artillery Detachment (MSL WH SPT) (HJ)      | Delmenhorst (Adelheide)                                  | Barbara-Kaserne                                                           | Sondermunitionslager Dünsen, Nukleare Verwahrung für Begleitbatterie 11/11. PzGrenDiv (Juli 1987 nur noch Ausbildungseinheit) |
| 8th US Army Field Artillery Detachment (MSL WH SPT) (HJ)      | Steenwijk (NL)                                           | Johan Post Kazerne                                                        | Nukleare Verwahrung für 109 FA Bn, 129 FA Bn (NL-Artillerie) |
| 23rd US Army Field Artillery Detachment (MSL WH SPT) (HJ)     | ’t Harde (NL)                                            | Tonnet Kazerne                                                            | Nukleare Verwahrung für 19 FA Bn, 107 FA Bn (NL-Artillerie) |
| 25th US Army Field Artillery Detachment (MSL WH SPT) (HJ)     | Dörverden (Barme)                                        | Niedersachsen-Kaserne                                                     | Sondermunitionslager Diensthop, Nukleare Verwahrung für Begleitbatterie 3/3. PzDiv (September 1988 außer Dienst gestellt) |
| 32nd US Army Field Artillery Detachment (MSL WH SPT) (HJ)     | Nienburg                                                 | Clausewitz-Kaserne                                                        | Sondermunitionslager Liebenau (Steyerberg), Nukleare Verwahrung für Begleitbatterie 1/1. PzDiv |
| 81st US Army Field Artillery Detachment (MSL WH SPT) (HJ)     | Dülmen                                                   | St.-Barbara-Kaserne                                                       | Sondermunitionslager Dülmen-Visbeck, Nukleare Verwahrung für Begleitbatterie 7/7. PzDiv |
| 557th US Army Artillery Group (WH SPT)                        |                                                          |                                                                           | |
| HHD, 557th US Army Artillery Group                            | Herbornseelbach                                          | Aartal-Kaserne                                                            | Nukleare Verwahrung für III. (GE) Korps (CENTAG), 2ATAF |
| 96th Ordnance Company (Special Ammunition) (GS)               | Herbornseelbach                                          | Aartal-Kaserne                                                            | Sondermunitionslager Bellersdorf, NachschubBtl Sonderwaffen 320 |
| 3rd US Army Field Artillery Detachment (MSL WH SPT) (HJ)      | Philippsburg                                             | Salm-Kaserne                                                              | Sondermunitionslager Molzau, Nukleare Verwahrung für Begleitbatterie 12/12. PzDiv |
| 7th US Army Field Artillery Detachment (MSL WH SPT) (HJ)      | Treysa                                                   | Harthberg-Kaserne                                                         | Sondermunitionslager Treysa, Nukleare Verwahrung für Begleitbatterie 2/2. PzGrenDiv (vor 1990 4./RakArtBtl 22) |
| 30th US Army Field Artillery Detachment (MSL WH SPT) (HJ)     | Gießen                                                   | Von Steuben Barracks                                                      | Sondermunitionslager Alten-Buseck, Nukleare Verwahrung für Begleitbatterie 5/5. PzDiv |
| 83rd US Army Field Artillery Detachment (MSL WH SPT) (HJ)     | Montabaur                                                | Westerwaldkaserne                                                         | Sondermunitionslager Horressen, Nukleare Verwahrung für 4./Raketenartilleriebataillon 350 |
| 85th US Army Field Artillery Detachment (MSL WH SPT) (HJ)     | Geilenkirchen                                            | Air Base Geilenkirchen                                                    | Nukleare Verwahrung für LwSicherungsStff/FKG 2 (Pershing I A) (2ATAF) |
| 558th US Army Artillery Group (WH SPT)                        |                                                          |                                                                           | |
| HHD, 558th US Army Artillery Group                            | Eleusis (GR)                                             |                                                                           | Unter SETAF |
| 138th Ordnance Company (Special Ammunition)                   | Eleusis (GR)                                             |                                                                           | Nukleare Verwahrung für I (GR) Corps Larisa, II (GR) Corps Kozani, III (GR) Corps Thessaloniki, Hellenic Air Force (AFSOUTH) |
| 18th US Army Field Artillery Detachment (MSL WH SH)           | Argyroupolis (bei Thessaloniki) (GR)                     |                                                                           | Nukleare Verwahrung GR-Army (Honest John), 1988 aufgelöst |
| 19th US Army Field Artillery Detachment (MSL WH SH)           | Perivolaki (GR)                                          |                                                                           | Nukleare Verwahrung GR-Army (Honest John), 1988 aufgelöst |
| 37th US Army Artillery Detachment (Air Defense)               | Keratea (Katsimidi (bei Athen) bis 1979) (GR)            |                                                                           | Nukleare Verwahrung für 350th GR-Nike-Squadron, 1970–1979 als Ersatz für 76th, 78th USAAD |
| 70th US Army Field Artillery Detachment (WHD S HJ)            | Yiannitsa (bei Thessaloniki) (GR)                        |                                                                           | Nukleare Verwahrung GR-193rd Heavy Arty Bn (8-inch Howitzer), 1985 aufgelöst |
| 76th US Army Artillery Detachment (Air Defense)               | Koropi (bei Athen) (GR)                                  |                                                                           | Nukleare Verwahrung für GR-Nike-Squadron, 1970 aufgelöst |
| 78th US Army Artillery Detachment (Air Defense)               | Katsimidi (bei Athen) (GR)                               |                                                                           | Nukleare Verwahrung für GR-Nike-Squadron, 1970 aufgelöst |
| 79th US Army Artillery Detachment (Air Defense)               | Erithea (bei Athen) (GR)                                 |                                                                           | Nukleare Verwahrung für GR-Nike-Squadron, 1979 aufgelöst |
| 88th US Army Field Artillery Detachment                       | Drama (GR)                                               |                                                                           | Nukleare Verwahrung GR-Army (Honest John), 1985 aufgelöst |
| 559th US Army Artillery Group (WH SPT)                        |                                                          |                                                                           | |
| HHD, 559th US Army Artillery Group                            | Vicenza (IT)                                             | Caserma Ederle                                                            | Unter SETAF, Vicenza |
| 69th Ordnance Company (Special Ammunition)                    | Longare (IT)                                             | Site Pluto                                                                | Nukleare Verwahrung für III (IT) Corps Mailand, IV (IT) Corps Bozen, V (IT) Corps Vittorio Veneto, 5ATAF (AFSOUTH) |
| 11th US Army Field Artillery Detachment (WHD S HJ)            | Sciaves/Schabs (Bressanone/Brixen) (IT)                  | Caserma Giovanni Ruazzi Elvas, Site Rigel                                 | Nukleare Verwahrung IT-Army (8-inch Howitzer) |
| 12th US Army Field Artillery Detachment (WHD S HJ)            | Oderzo (IT)                                              | Caserma Zanusson, Site Aldebaran, Site Algol                              | Nukleare Verwahrung für IT-3e Arty Rgt (Lance) |
| 28th US Army Field Artillery Detachment (WHD S HJ)            | Portogruaro (IT)                                         | Caserma Capitò, Site Castor                                               | Nukleare Verwahrung für IT-Arty Rgt (Lance) |
| 31st US Army Artillery Detachment (Air Defense)               | Conselve (IT)                                            |                                                                           | Nukleare Verwahrung für 17e Reparto (IT-Nike) 1963–1977 |
| 34th US Army Artillery Detachment (Air Defense)               | Ceggia (IT)                                              |                                                                           | Nukleare Verwahrung für 16e Reparto (IT-Nike) 1963–1988 |
| 40th US Army Artillery Detachment (Air Defense)               | Chioggia (IT)                                            |                                                                           | Nukleare Verwahrung für 81e Gruppo (IT-Nike) 1963–1977 |
| 41st US Army Artillery Detachment (Air Defense)               | Bovolone (IT)                                            |                                                                           | Nukleare Verwahrung für 72e Gruppo (IT-Nike) 1963–1977 |
| 44th US Army Artillery Detachment (Air Defense)               | Zelo (IT)                                                |                                                                           | Nukleare Verwahrung für 79e Gruppo (IT-Nike) 1963–1977 |
| 47th US Army Artillery Detachment (Air Defense)               | Monte Calvarina (IT)                                     |                                                                           | Nukleare Verwahrung für 7e Reparto (IT-Nike) 1963–1977, für 17e Reparto 1977–1988 |
| 87th US Army Artillery Detachment (Air Defense)               | Ca’Tron (IT)                                             |                                                                           | Nukleare Verwahrung für 58e Gruppo (IT-Nike) 1963–1977 |
| 570th US Army Artillery Group (WH SPT)                        | Münster                                                  | Simpson Barracks                                                          | Nukleare Verwahrung für I (BR) Corps, I (BE) Corps (NORTHAG) |
| HHD, 570th US Army Artillery Group                            | Handorf                                                  | Sondermunitionslager Telgte-Schirlheide                                   | |
| 583rd Ordnance Company (Special Ammunition) (GS)              | Handorf                                                  |                                                                           | |
| 4th US Army Field Artillery Detachment (MSL WH SPT) (HJ)      | Werl                                                     | Caserne Houthulst Kazerne                                                 | Sondermunitionslager Werl, Nukleare Verwahrung für 3A (3. Artillerieregiment, BE) |
| 9th US Army Field Artillery Detachment (MSL WH SPT) (HJ)      | Menden (Sauerland)                                       | Northumberland Barracks                                                   | Nukleare Verwahrung für BR-Artillerie 1958–1960, Verlegung nach Radolfzell (576th USAAG) |
| 15th US Army Field Artillery Detachment (MSL WH SPT) (HJ)     | Paderborn                                                | Barker Barracks                                                           | Nukleare Verwahrung für 5th Heavy Rgt, 24th Missile Rgt (BR-Artillerie) |
| 22nd US Army Field Artillery Detachment (MSL WH SPT) (HJ)     | Sennelager                                               | Dempsey Barracks, Sondermunitionslager Sennelager                         | Nukleare Verwahrung für 39th Field Rgt, 39th Missile Rgt (BR-Artillerie) |
| 33rd US Army Field Artillery Detachment (MSL WH SPT) (HJ)     | Dellbrück                                                | Caserne Moorslede Kazerne                                                 | Nukleare Verwahrung für ArtKdo I. (BE) Corps |
| 69th US Army Field Artillery Detachment (MSL WH SPT) (HJ)     | Hemer                                                    | Peninsula Barracks                                                        | Nukleare Verwahrung für 50th Missile Rgt (BR Artillerie) |
| 576th US Army Artillery Group                                 | Karlsruhe-Knielingen                                     | Gerszewski Barracks                                                       | Nukleare Verwahrung für II (FR) Corps (CENTAG) 1960–1966 |
| 6th US Army Field Artillery Detachment (MSL WH SPT) (HJ)      | Trier                                                    | Air Base Trier                                                            | Nukleare Verwahrung für FR-68e RA, Trier (Honest John) 1960–1966 |
| 9th US Army Field Artillery Detachment (MSL WH SPT) (HJ)      | Radolfzell                                               | Quartier Vauban                                                           | Nukleare Verwahrung für FR-302e GA, Radolfzell (Honest John) 1960–1966 |
| 15th US Army Field Artillery Detachment (MSL WH SPT) (HJ)     | Villingen                                                | Quartier Lyautey                                                          | Nukleare Verwahrung für FR-50e RA, Villingen (Honest John) 1960–1966, Verlegung nach Paderborn (570th USAAG) |
| 16th US Army Field Artillery Detachment (MSL WH SPT) (HJ)     | Saarlouis                                                | Quartier Maréchal Ney                                                     | Nukleare Verwahrung für FR-303e GA, Saarlouis (Honest John) 1960–1966 |
| Team B/357th US Army Artillery Detachment (Air Defense)       | Böttingen                                                | provisorisch Stetten am kalten Markt                                      | Nukleare Verwahrung für BEN 520 (FR-Nike) 1960–1966 |
| Team C/357th US Army Artillery Detachment (Air Defense)       | Inneringen                                               | Fort Black Jack, provisorisch Friedrichshafen, Quartier Durand de Villars | Nukleare Verwahrung für BEN 521 (FR-Nike) 1960–1966 |

## Abkürzungen
| Abkürzung | Text                                          |
| --------- | --------------------------------------------- |
| AADCOM    | Antiaircraft Artillery Brigade                |
| AFB       | Air Force Base                                |
| AFNORTH   | Allied Forces Northern Europe                 |
| AFSOUTH   | Allied Forces Southern Europe                 |
| Ammo      | Ammunition                                    |
| ArtRgt    | Artillerieregiment                            |
| ATAF      | Allied Tactical Air Force                     |
| AWSCOM    | Advanced Weapons Support Command              |
| BE        | Belgian, Belgien                              |
| BEN       | Brigade d’Engins Nucléaires                   |
| Bn        | Battalion                                     |
| BR        | British, Großbritannien                       |
| CENTAG    | Central Army Group                            |
| CINCEUR   | Commander in Chief Europe                     |
| Co        | Company                                       |
| Det       | Detachment                                    |
| Div       | Division                                      |
| FlaRak    | Flugabwehrraketen                             |
| FlaRakBtl | Flugabwehrraketenbataillon                    |
| FR        | French, Frankreich                            |
| GA        | Groupement d’Artillerie                       |
| GE        | German, Bundesrepublik Deutschland            |
| Geb       | Gebirgs                                       |
| Gen       | General                                       |
| GGW       | Groep Geleide Wapen                           |
| GR        | Greek, Griechenland                           |
| HE        | High Explosives                               |
| HQ        | Headquarters                                  |
| IT        | Italian, Italien                              |
| LANDJUT   | Allied Land Forces Jutland                    |
| MP        | Military Police                               |
| NATO      | North Atlantic Treaty Organisation            |
| NL        | Netherlands, Niederlande                      |
| NORTHAG   | Northern Army Group                           |
| Pz        | Panzer                                        |
| PzGren    | Panzergrenadier                               |
| RA        | Régiment d’Artillerie                         |
| RakArtBtl | Raketenartilleriebataillon                    |
| SACEUR    | Supreme Allied Commander Europe               |
| SASCOM    | Special Ammunition Support Command            |
| SETAF     | Southern European Task Force                  |
| SHAPE     | Supreme Headquarters Allied Powers Europe     |
| Sqn       | Squadron                                      |
| Stff      | Staffel                                       |
| TR        | Turkish, Türkei                               |
| USAAD     | United States Army Artillery Detachment       |
| USAAG     | United States Army Artillery Group            |
| USAFAD    | United States Army Field Artillery Detachment |
| USAFE     | United States Air Force in Europe             |
| USAREUR   | United States Army in Europe                  |
| USEUCOM   | United States European Command                |